# 汉斯·埃塞尔
汉斯·埃塞尔（德語：Hans Esser，1909年1月15日—1988年8月26日），德国男子击剑运动员。他曾代表德国参加1936年和1952年夏季奥林匹克运动会击剑比赛，其中1936年奥运会获得一枚铜牌。